# 한국물리올림피아드
한국 물리 올림피아드(Korea Physics Olympiad, KPhO)는 대한민국 물리학회에서 중·고등학생을 대상으로 주관하는 물리 경시대회이다. 7월 말에 개최되며 개최목적은 국제 물리 올림피아드의 한국 국가대표를 선발하기 위함이다.
중등부와 고1부, 고2부, 고3부로 나누어 지게 되며 중등부의 경우는 2004년까지 주관식이었으나 2005년부터 객관식으로 바뀌었고, 고등부는 주관식이다.

## 고등부 지필시험 폐지
1월 8일 한국물리올림피아드 홈페이지에 공지된 바에 의하면, 2010년에는 국가대표 선발방식을 기존 1차에서 지필시험으로 선발한다음 여름학교, 겨울학교로 교육이 이루어졌었는데, 1차 지필시험이 폐지되고 학교장이나 과학(물리)교사의 추천선발방식으로 이루어질 예정이다.

## 폐지 논란
교육과학기술부의 사교육비 절감 정책에 따라 2010년부터는 기존(지필고사)과는 다른 방식으로 시행될 것으로 보이나, 아직 확실한 개편방향이 발표되지 않았다.
교육과학기술부가 개편하고자 하는 이유 중의 하나는, 과학고 입시에서 특별 전형의 경우, 올림피아드 수상자 전형이 있으며, 일반 전형에서도 올림피아드 상에 따라 가산점을 부여하고 있기 때문이다.
물리올림피아드 외의 생물, 화학, 지구과학, 천문, 수학 등의 올림피아드도 개편을 추진하고 있으며, 생물 올림피아드의 경우 중등부가 폐지된다는 발표를 하였다. 또한 KJSO(한국 중학생 과학 올림피아드)의 경우, 지필고사 형식에서 수행평가 형식으로 바뀐 바 있다.

## 채점 오류
2009년 8월 13일 오후 3시에 공식 발표된 수상 결과에 대해서 고1부의 일부가 누락되어 18일 결과 발표가 수정되었다.
따라서 물리 올림피아드 공식 사이트에 이와 관련된 공지가 올라왔다.